# Juko Morimotoová
Juko Morimotoová (japonsky 森本 ゆう子, * 6. ledna 1974 Ósaka) je bývalá japonská fotbalistka.

## Reprezentační kariéra
Za japonskou reprezentaci v letech 1993 až 1998 odehrála 10 reprezentačních utkání. Byla členkou japonské reprezentace i na Mistrovství Asie ve fotbale žen 1993 a 1997.

## Statistiky
| Japonsko | Japonsko | Japonsko |
| Roky     | Záp.     | Góly     |
| -------- | -------- | -------- |
| 1993     | 2        | 0        |
| 1994     | 1        | 0        |
| 1995     | 0        | 0        |
| 1996     | 0        | 0        |
| 1997     | 5        | 2        |
| 1998     | 2        | 0        |
| Celkem   | 10       | 2        |

## Úspěchy

### Reprezentační
- Mistrovství Asie:  1993, 1997